# Glenmora
Glenmora – miasto w Stanach Zjednoczonych, w stanie Luizjana, w parafii Rapides.